# Singoli al numero uno nella Billboard Hot 100 nel 2020

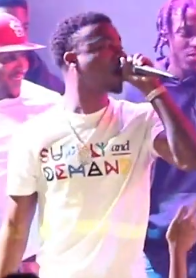
The Box di Roddy Ricch è il brano che trascorre il maggior tempo in vetta alla classifica nel 2020, con 11 settimane consecutive.

Di seguito è proposta la lista dei singoli al numero uno nella Billboard Hot 100 nel 2020.
La Billboard Hot 100 è una classifica musicale che considera le canzoni più di successo negli Stati Uniti. I dati sono redatti dalla compagnia Luminate Data e, in seguito, la classifica finale viene pubblicata settimanalmente dalla rivista Billboard. La classifica si basa sull'insieme delle vendite delle canzoni in forma fisica e digitale, il numero dei passaggi radio e gli streaming audio e video sulle piattaforme online.

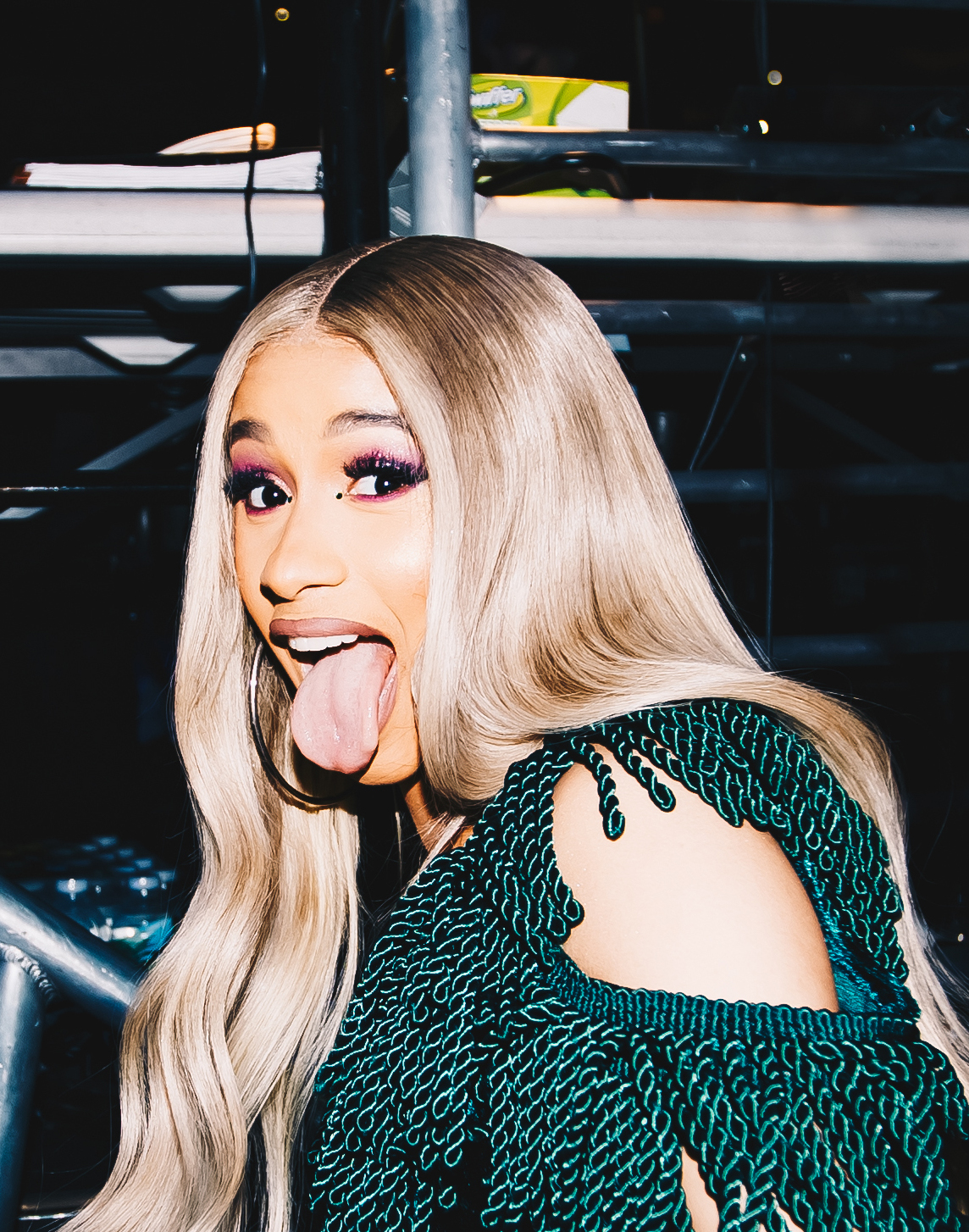
Cardi B ha raggiunto la numero uno con WAP, diventando la prima rapper femminile ad avere quattro numero uno, oltretutto in decadi differenti.

Durante il 2020 venti singoli hanno raggiunto la vetta della classifica, facendo divenire il 2020 l'anno con il maggior numero di numero uno differenti dal 1991 in cui ve ne furono ventisette. Inoltre, All I Want for Christmas Is You di Mariah Carey e Circles di Post Malone avevano raggiunto la vetta già nel 2019.
Venticinque sono gli artisti artisti che hanno raggiunto la numero uno, dei quali tredici — Roddy Ricch, Kid Cudi, Doja Cat, Nicki Minaj, Megan Thee Stallion, DaBaby, 6ix9ine, Harry Styles, i BTS, M.I.A., Jawsh 685, 24kGoldn e Iann Dior — hanno raggiunto la prima posizione per la prima volta nella loro carriera. Ariana Grande e i BTS hanno avuto tre singoli alla numero uno ciascuno.

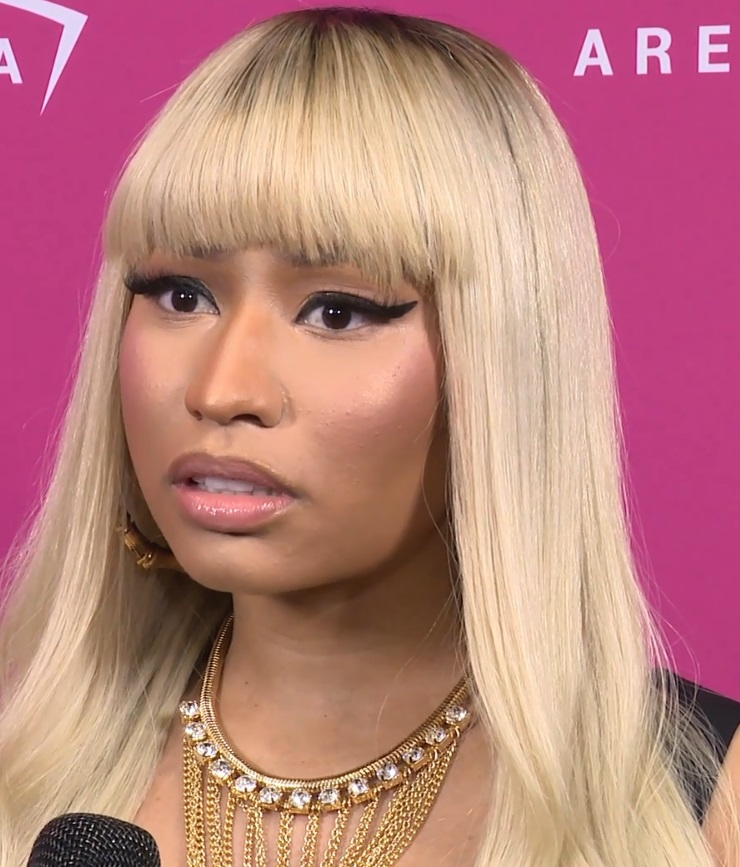
Nicki Minaj ottiene le sue prime numero uno in classifica, grazie al remix di Say So di Doja Cat e al brano Trollz assieme a 6ix9ine.

The Box di Roddy Rich ha stazionato in vetta alla classifica per 11 settimane consecutive, diventando quindi la canzone con il maggior numero di settimane alla uno del 2020. Blinding Lights di The Weeknd, invece, è stata premiata come canzone con le migliori prestazioni del 2020 in base agli indicatori della Hot 100, raggiungendo la vetta della classifica di fine anno Billboard Year-End Hot 100.
Per la prima volta dal 1990, in sei settimane consecutive, dal 9 maggio al 13 giugno 2020, sei singoli differenti si sono alternati alla prima posizione della classifica, ovvero The Scotts dei The Scotts (Travis Scott e Kid Cudi), Say So (Remix) di Doja Cat e Nicki Minaj, Stuck with U di Ariana Grande e Justin Bieber, Savage (Remix) di Megan Thee Stallion e Beyoncé, Rain on Me di Lady Gaga e Ariana Grande e, infine, Rockstar dei rapper DaBaby e Roddy Ricch, nell'ordine appena elencato.
Questo insolito ricambio frequente di canzoni alla numero uno non è passato inosservato alla Billboard la quale, tra le motivazioni a questo fenomeno, ha citato il rilascio di remix, attività organizzate di acquisto/streaming dei singoli da parte dei fan e il rilascio di numerose copie fisiche da collezione (come CD o vinili) e pacchetti da parte degli artisti per incoraggiare i loro fan ad acquistare copie multiple di una canzone. Ciò ha reso la Hot 100 "più un fattore della prima settimana che altro", spiegando il netto calo delle vendite di una canzone a partire dalla seconda settimana.

Nel luglio 2020 Billboard annuncia che la Hot 100 non avrebbe più consentito di considerare la vendita di pacchetti digitali/fisici (singoli fisici che sono associati a delle versioni digitali del singolo stesso) come vendite digitali, in quanto pratica molto diffusa nel settore quella di non produrre e spedire Cd, vinili o altre copie fisiche ai consumatori per settimane o mesi ma rendere loro immediatamente disponibile la versione digitale inclusa nell'acquisto della copia fisica. Questa pratica veniva spesso utilizzata da cantanti come Justin Bieber, Ariana Grande o 6ix9ine per aumentare velocemente le loro posizioni in classifica. Billboard ha, quindi, affermate che le copie fisiche delle canzoni saranno considerate valide sono una volta ricevute dal consumatore, rendendo quindi la strategia inefficace.
Il 2020 è stato l'anno con il maggior numero di debutti direttamente in vetta alla classifica, con ben 12 canzoni che sono entrate immediatamente alla numero uno, in ordine: Toosie Slide del rapper canadese Drake, The Scotts dei The Scotts, Stuck With U di Ariana Grande e Justin Bieber, Rain On Me di Lady Gaga e Ariana Grande, Trollz di 6ix9ine e Nicki Minaj, Cardigan di Taylor Swift, WAP di Cardi B e Megan Thee Stallion, Dynamite dei BTS, Franchise di Travis Scott con Young Thug e M.I.A, Positions di Ariana Grande, Life Goes On dei BTS e Willow di Taylor Swift.
Inoltre, il 2020 è stato l'anno che ha visto più di una collaborazione femminile raggiungere la vetta della classifica, con quattro. 

## Hot 100

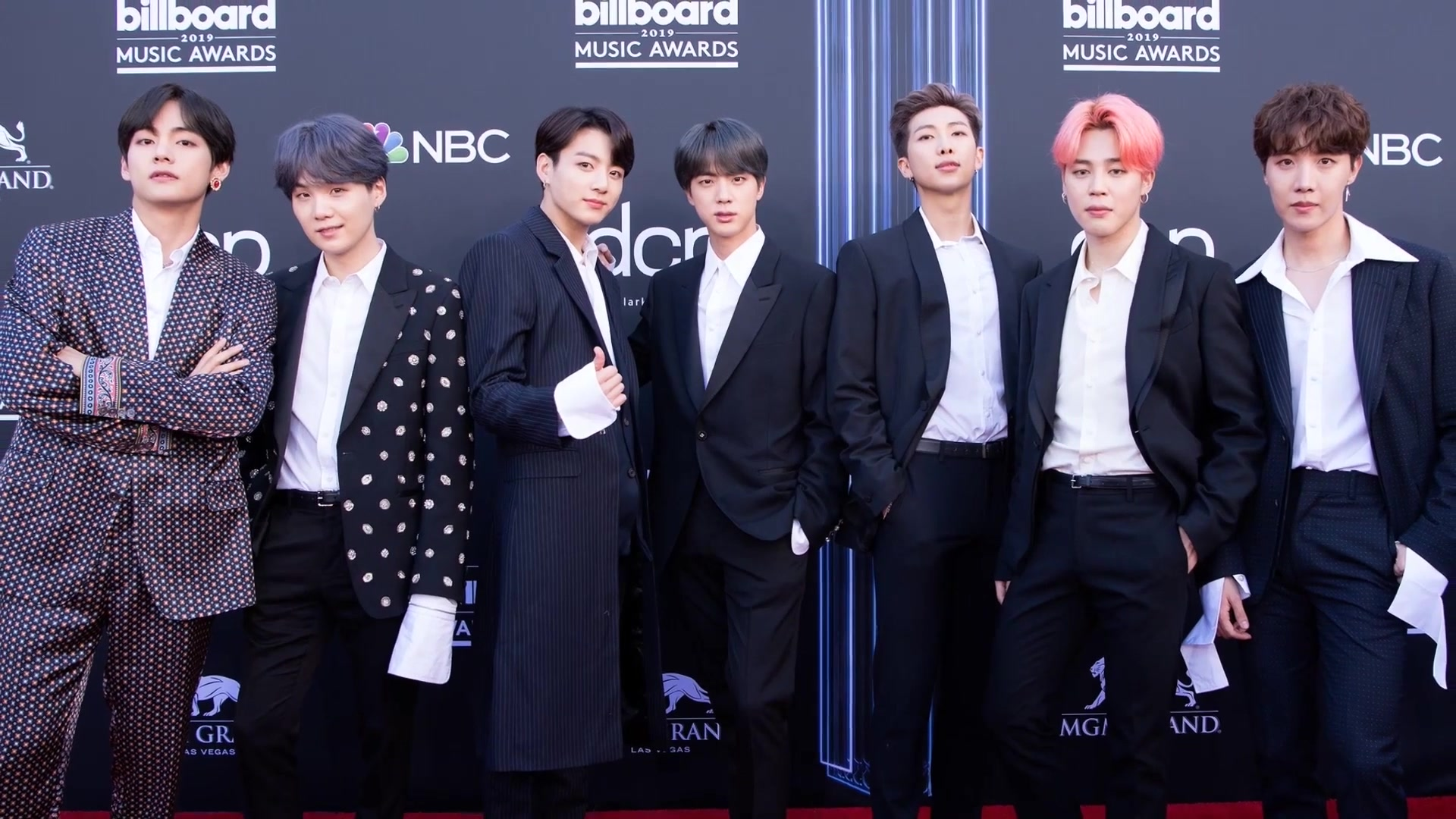
I BTS diventano il primo gruppo k-pop sudcoreano a raggiungere la vetta della Hot 100, grazie a Dynamite, il remix di Savage Love (Laxed - Siren Beat) di Jawsh 685 e Jason Derulo, e Life Goes On; quest'ultima diventa inoltre la prima canzone cantata interamente in coreano a piazzarsi al numero uno.

| † | Indica la canzone con le migliori prestazioni del 2020 |

| Data         | Brano                            | Artista                                | Totale settimane al numero 1 | Fonti  |
| ------------ | -------------------------------- | -------------------------------------- | ---------------------------- | ------ |
| 4 gennaio    | All I Want for Christmas Is You  | Mariah Carey                           | 18                           | [ 4 ]  |
| 11 gennaio   | Circles                          | Post Malone                            | 3                            | [ 5 ]  |
| 18 gennaio   | The Box                          | Roddy Ricch                            | 11                           | [ 6 ]  |
| 25 gennaio   | The Box                          | Roddy Ricch                            | 11                           | [ 7 ]  |
| 1º febbraio  | The Box                          | Roddy Ricch                            | 11                           | [ 8 ]  |
| 8 febbraio   | The Box                          | Roddy Ricch                            | 11                           | [ 9 ]  |
| 15 febbraio  | The Box                          | Roddy Ricch                            | 11                           | [ 10 ] |
| 22 febbraio  | The Box                          | Roddy Ricch                            | 11                           | [ 11 ] |
| 29 febbraio  | The Box                          | Roddy Ricch                            | 11                           | [ 12 ] |
| 7 marzo      | The Box                          | Roddy Ricch                            | 11                           | [ 13 ] |
| 14 marzo     | The Box                          | Roddy Ricch                            | 11                           | [ 14 ] |
| 21 marzo     | The Box                          | Roddy Ricch                            | 11                           | [ 15 ] |
| 28 marzo     | The Box                          | Roddy Ricch                            | 11                           | [ 16 ] |
| 4 aprile     | Blinding Lights †                | The Weeknd                             | 4                            | [ 17 ] |
| 11 aprile    | Blinding Lights †                | The Weeknd                             | 4                            | [ 18 ] |
| 18 aprile    | Toosie Slide                     | Drake                                  | 1                            | [ 19 ] |
| 25 aprile    | Blinding Lights †                | The Weeknd                             | 4                            | [ 20 ] |
| 2 maggio     | Blinding Lights †                | The Weeknd                             | 4                            | [ 21 ] |
| 9 maggio     | The Scotts                       | The Scotts (Travis Scott e Kid Cudi)   | 1                            | [ 22 ] |
| 16 maggio    | Say So                           | Doja Cat feat. Nicki Minaj             | 1                            | [ 23 ] |
| 23 maggio    | Stuck with U                     | Ariana Grande & Justin Bieber          | 1                            | [ 24 ] |
| 30 maggio    | Savage                           | Megan Thee Stallion feat. Beyoncé      | 1                            | [ 25 ] |
| 6 giugno     | Rain on Me                       | Lady Gaga & Ariana Grande              | 1                            | [ 26 ] |
| 13 giugno    | Rockstar                         | DaBaby feat. Roddy Ricch               | 7                            | [ 27 ] |
| 20 giugno    | Rockstar                         | DaBaby feat. Roddy Ricch               | 7                            | [ 28 ] |
| 27 giugno    | Trollz                           | 6ix9ine & Nicki Minaj                  | 1                            | [ 29 ] |
| 4 luglio     | Rockstar                         | DaBaby feat. Roddy Ricch               | 7                            | [ 30 ] |
| 11 luglio    | Rockstar                         | DaBaby feat. Roddy Ricch               | 7                            | [ 31 ] |
| 18 luglio    | Rockstar                         | DaBaby feat. Roddy Ricch               | 7                            | [ 32 ] |
| 25 luglio    | Rockstar                         | DaBaby feat. Roddy Ricch               | 7                            | [ 33 ] |
| 1º agosto    | Rockstar                         | DaBaby feat. Roddy Ricch               | 7                            | [ 34 ] |
| 8 agosto     | Cardigan                         | Taylor Swift                           | 1                            | [ 35 ] |
| 15 agosto    | Watermelon Sugar                 | Harry Styles                           | 1                            | [ 36 ] |
| 22 agosto    | WAP                              | Cardi B feat. Megan Thee Stallion      | 4                            | [ 37 ] |
| 29 agosto    | WAP                              | Cardi B feat. Megan Thee Stallion      | 4                            | [ 38 ] |
| 5 settembre  | Dynamite                         | BTS                                    | 3                            | [ 39 ] |
| 12 settembre | Dynamite                         | BTS                                    | 3                            | [ 40 ] |
| 19 settembre | WAP                              | Cardi B feat. Megan Thee Stallion      | 4                            | [ 41 ] |
| 26 settembre | WAP                              | Cardi B feat. Megan Thee Stallion      | 4                            | [ 42 ] |
| 3 ottobre    | Dynamite                         | BTS                                    | 3                            | [ 43 ] |
| 10 ottobre   | Franchise                        | Travis Scott feat. Young Thug e M.I.A. | 1                            | [ 44 ] |
| 17 ottobre   | Savage Love (Laxed — Siren Beat) | Jawsh 685, Jason Derulo e i BTS        | 1                            | [ 45 ] |
| 24 ottobre   | Mood                             | 24kGoldn feat. Iann Dior               | 8                            | [ 46 ] |
| 31 ottobre   | Mood                             | 24kGoldn feat. Iann Dior               | 8                            | [ 47 ] |
| 7 novembre   | Positions                        | Ariana Grande                          | 1                            | [ 48 ] |
| 14 novembre  | Mood                             | 24kGoldn feat. Iann Dior               | 8                            | [ 49 ] |
| 21 novembre  | Mood                             | 24kGoldn feat. Iann Dior               | 8                            | [ 50 ] |
| 28 novembre  | Mood                             | 24kGoldn feat. Iann Dior               | 8                            | [ 51 ] |
| 5 dicembre   | Life Goes On                     | BTS                                    | 1                            | [ 52 ] |
| 12 dicembre  | Mood                             | 24kGoldn feat. Iann Dior               | 8                            | [ 53 ] |
| 19 dicembre  | All I Want for Christmas Is You  | Mariah Carey                           | 18                           | [ 54 ] |
| 26 dicembre  | Willow                           | Taylor Swift                           | 1                            | [ 55 ] |

Note:
1. 1 2  Ha raggiunto il numero uno anche nel 2019, nel 2021, nel 2022, nel 2023, nel 2024 e nel 2025.
2. ↑  Ha raggiunto il numero uno anche nel 2019
3. 1 2 3  Ha raggiunto il numero uno anche nel 2021.

## Top 10 Year-End 2020
Alla fine di ogni anno, Billboard pubblica una lista delle 100 canzoni che hanno avuto più successo nella Hot 100 durante l'anno di riferimento. Il periodo di riferimento non equivale a tutte le 52 settimane dell'anno ma, per il 2020, sono stati presi in considerazione i dati del periodo compreso tra il 23 novembre 2019 e il 14 novembre 2020. La classifica di fine anno Year-End 2020 è stata pubblicata il 3 dicembre 2020. Di seguito sono proposte le prime 10 posizioni della classifica di fine anno.
| #  | Brano             | Artista/i                | Posizione massima | Fonti  |
| -- | ----------------- | ------------------------ | ----------------- | ------ |
| 1  | Blinding Lights   | The Weeknd               | 1                 | [ 56 ] |
| 2  | Circles           | Post Malone              | 1                 | [ 56 ] |
| 3  | The Box           | Roddy Ricch              | 1                 | [ 56 ] |
| 4  | Don't Start Now   | Dua Lipa                 | 2                 | [ 56 ] |
| 5  | Rockstar          | DaBaby feat. Roddy Ricch | 1                 | [ 56 ] |
| 6  | Adore You         | Harry Styles             | 6                 | [ 56 ] |
| 7  | Life is Good      | Future feat. Drake       | 2                 | [ 56 ] |
| 8  | Memories          | Maroon 5                 | 2                 | [ 56 ] |
| 9  | The Bones         | Maren Morris             | 12                | [ 56 ] |
| 10 | Someone You Loved | Lewis Capaldi            | 1                 | [ 56 ] |